# رابرت بایس
رابرت بایس (انگلیسی: Robert Bice؛ ۱۴ مارس ۱۹۱۴ – ۸ ژانویهٔ ۱۹۶۸) هنرپیشه اهل ایالات متحده آمریکا بود. وی بین سال‌های ۱۹۴۳ تا ۱۹۶۷ میلادی فعالیت می‌کرد.
از فیلم‌هایی که وی در آن نقش داشته است، می‌توان به کانن سیتی و وحشی اشاره کرد.